# Eurypyga helias

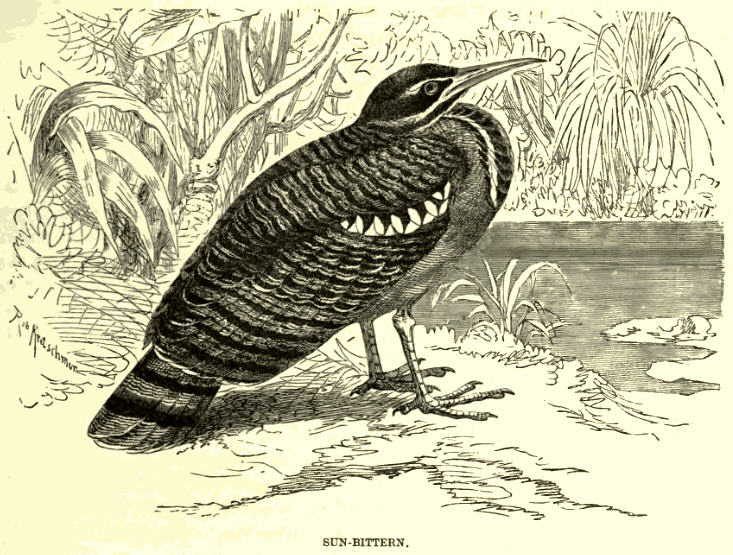
Ilustração de um pavãozinho-do-pará por R. Lydekker, no tomo 4 da obra The Royal Natural History, de 1895.

O pavãozinho-do-pará (Eurypyga helias) é uma ave neotropical da família Eurypygidae, encontrada na América Central e na Amazônia, vivendo junto às margens de rios, lagos e igarapés. Foi classificada em 1781, por Peter Simon Pallas, sendo listada pela União Internacional para a Conservação da Natureza como espécie pouco preocupante. Ela mede entre 45 a 48 centímetros de comprimento.
Esta espécie é considerada a ave-símbolo do estado do Pará.

## Etimologia
A espécie também é conhecida por pavão-do-pará, pavão-papa-moscas, pavão-da-várzea, pavão e papa-moscas (em inglês, sunbittern, traduzido para o português: alcaravão do sol; em castelhano, ave sol - México, tigana - Venezuela ou garza del sol).  Sua denominação binomial, Eurypyga helias, significa "ave do sol com cauda ampla".
O nome pavãozinho-do-pará foi selecionado como nome vernáculo técnico para a espécie pelo Comitê Brasileiro de Registros Ornitológicos (CBRO) em 2021.

## Taxonomia
Esta é a única espécie da monotípica família Eurypygidae e a única do gênero Eurypyga; antes pertencente aos Gruiformes; atualmente colocado na ordem Eurypygiformes juntamente com o cagu.

## Descrição
Trata-se de uma espécie de coloração críptica e com pouco dimorfismo sexual, cujos indivíduos juvenis possuem padrão de plumagem semelhante ao dos adultos; dotados de bico longo, reto e pontudo, com a área inferior em amarelo, pescoço fino e encurvado em S, pernas delgadas, alaranjadas, e asas desproporcionalmente grandes e largas, revestidas por uma cor cinza-azulada pálida, nas extremidades, e com um complexo padrão de manchas brancas nas coberteiras, além de estrias acastanhadas e negras sobre o dorso de seu corpo. Pescoço castanho, garganta branca e cabeça predominantemente negra, com longas faixas brancas sobre e abaixo de seus olhos de íris vermelha. Segundo Helmut Sick, "os admiráveis desenhos alares, completados pela cauda, são amiúde ostentados quando a ave está irritada... grandes manchas em forma de um olho, berrantemente coloridas, de súbito apresentadas, estão entre os meios mais eficazes para assustar possíveis predadores, inclusive o homem"; tais manchas são negras e predominantemente castanho-avermelhadas, com pequena área branca.

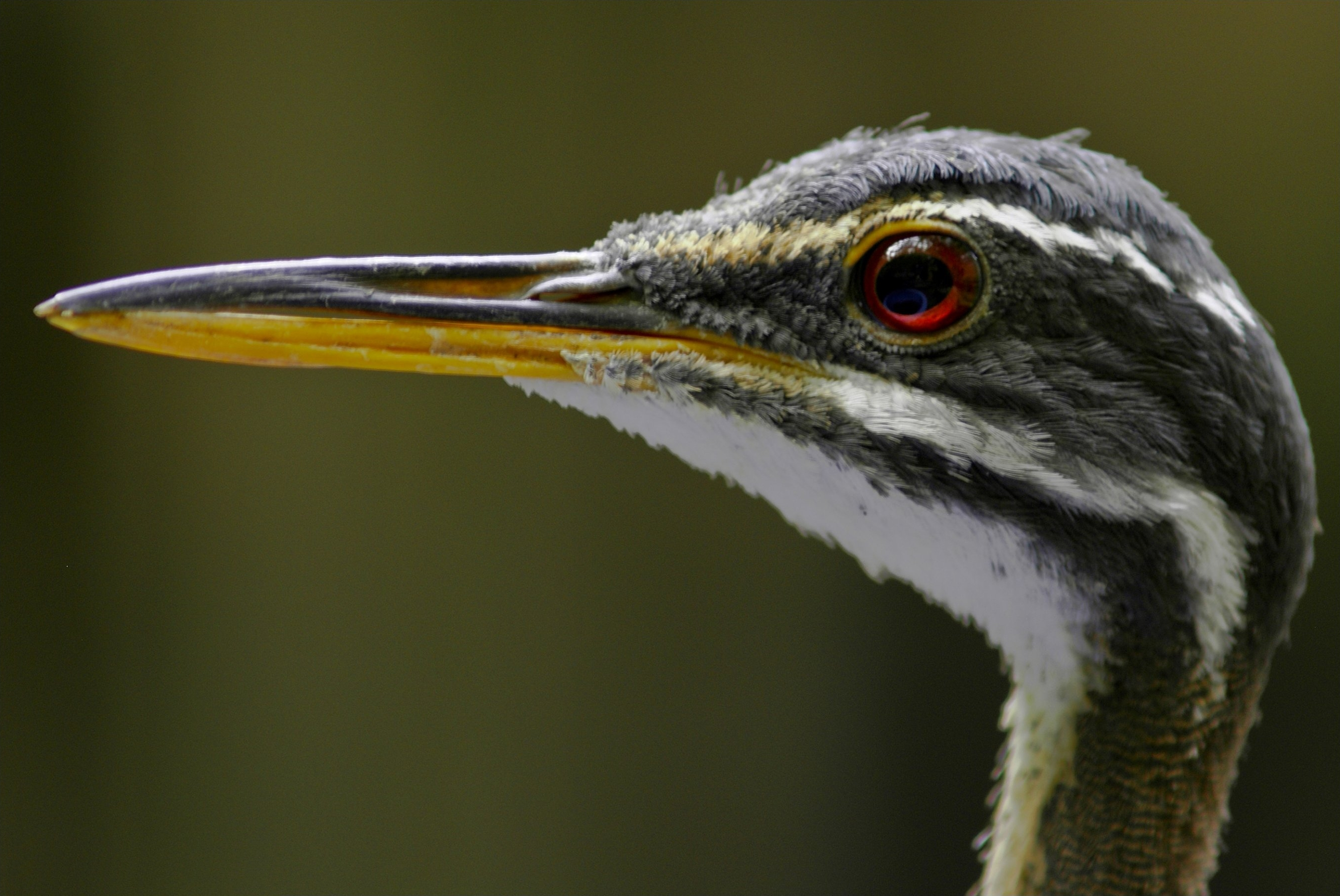
Cabeça de um pavãozinho-do-pará, fotografada no zoológico de Tulsa (EUA).

## Vocalização
Possui um trinado como um "rrrrrrü" ou "iu-rrrrrü", de timbre similar ao do inhambu-pixuna, além de outras vocalizações como um forte "ia" ou um estranho e sibilante "tschurrrrra", um crocitar e um estalo "klak"; ou um "kak-kak-kak-kak" forte, ao alarmar-se.

## Nidificação e reprodução
O seu ninho é construído próximo à água, em ramagem, possuindo o formato de uma tigela rasa, e é feito de fibras, folhas e raízes embebidas em lama, onde são depositados de um a dois ovos grandes, amarelados e com pintas acastanhadas e cinzentas, os quais são chocados por 26 a 27 dias; são defendidos pelos pais, que afastam os predadores fingindo estarem feridos ou voltando-se em exibições ameaçadoras, sibilando como cobras e levantando ou esticando asas e cauda, num aspecto imponente. Os filhotes já nascem emplumados, treinando sua postura de asas abertas já com duas semanas de nascidos, permanecendo no ninho de 21 a 25 dias e retirando ativamente a alimentação do bico de seus pais.

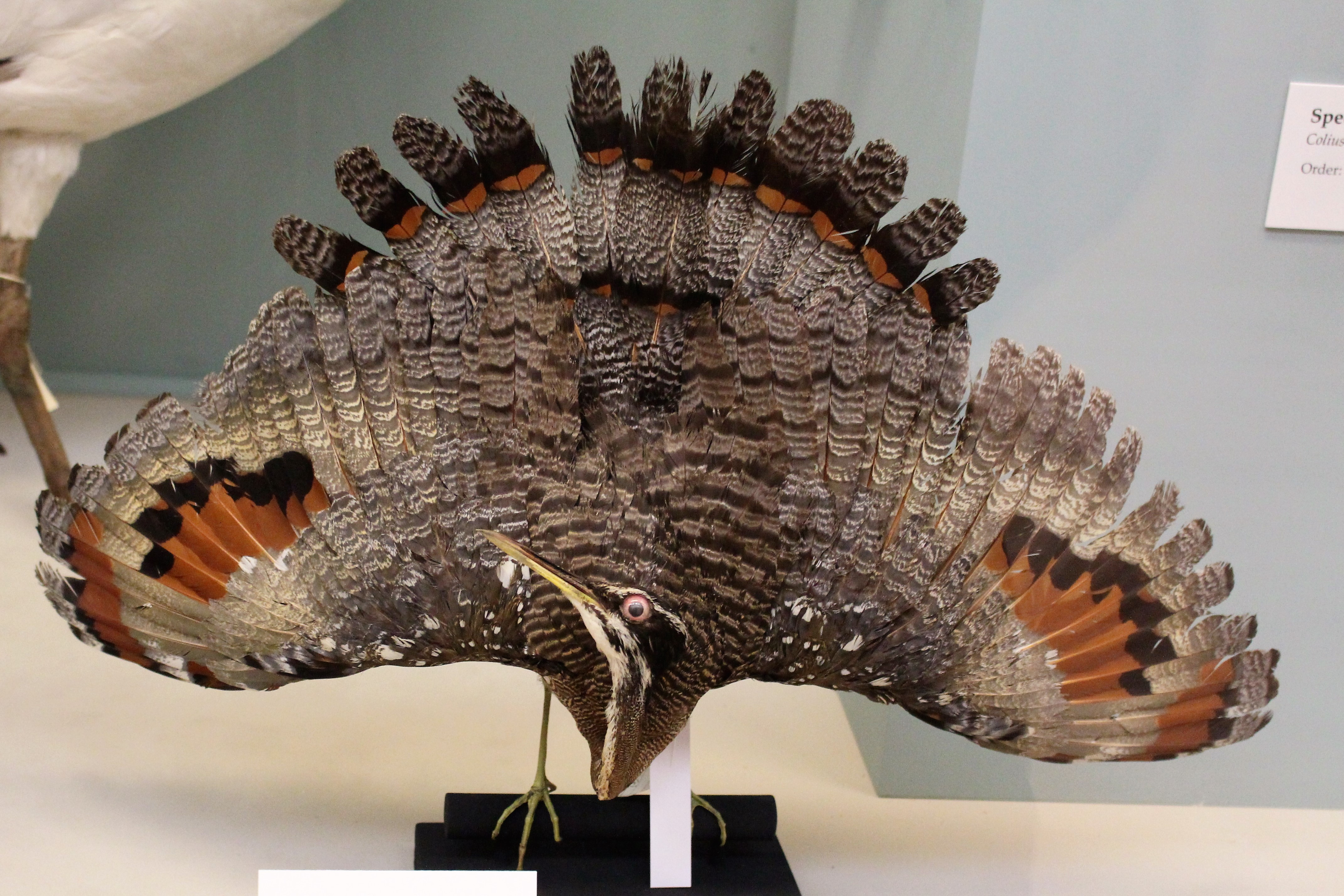
Espécime de um pavãozinho-do-pará exposto no Museu de História Natural de Londres.

## Alimentação e hábitos
O pavãozinho-do-pará alimenta-se de insetos, crustáceos, rãs e peixes pequenos, caçando-os com movimentos em ziguezague com a cabeça e aproximando-se lentamente de suas presas, mas dando botes rápidos. Também aprecia muito os embuás. Possui um jeito singular de caçar moscas, provindo daí seus nomes pavão-papa-moscas ou papa-moscas. Pousa em galhos ou troncos caídos na água, em pedras ou no solo, e costuma efetuar suaves movimentos de vaivém lateral, aprendidos ainda no ninho, umas vezes de corpo inteiro e outras apenas com suas partes posteriores, podendo caminhar na água, quase sempre em locais rasos. São animais solitários, que caminham pelo chão com grande elegância, às vezes costumando "dançar" com asas e cauda abertas e exibindo as suas colorações.

## Distribuição
É encontrada no México, Guatemala, Honduras, Nicarágua, Costa Rica, Panamá, Colômbia, Venezuela, Guiana, Suriname, Guiana Francesa, Equador, Peru, Bolívia e Brasil; distribuída em toda a Amazônia brasileira, na Região Norte, até o Mato Grosso, Mato Grosso do Sul, Goiás, Maranhão e Piauí.

## Subespécies
E. helias possui três subespécies:
- Eurypyga helias helias (Pallas, 1781) - ocorre da Colômbia até a Venezuela, nas Guianas, na Região Norte do Brasil e Centro-Oeste ao leste da Bolívia. O seu bico é mais delgado do que o das outras subespécies, e a parte traseira mostra amplo barrado com faixas em creme.
- Eurypyga helias major (Hartlaub, 1844) - ocorre no extremo sul do México e indo da Guatemala até o oeste do Equador; possui o bico mais robusto das três subespécies e com suas partes superiores principalmente de coloração cinza, com estreitas faixas pretas.
- Eurypyga helias meridionalis (Berlepsch & Stolzmann, 1902) - ocorre nas regiões sul e central do Peru, em Junín e Cusco; possui menos barrado em cima do que as outras subespécies e tem as partes superiores mais cinzentas. Suas cores do bico e tarsos são mais brilhantes.[3]

## Conservação
De acordo com a União Internacional para a Conservação da Natureza (IUCN), esta é uma espécie pouco preocupante, avaliada como de menor importância em relação ao perigo de extinção (ou em seu estado de conservação), pois tem uma ampla distribuição geográfica que a torna menos suscetível ao impacto humano (extensão da ocorrência com 20 000 quilômetros quadrados).

## Uso humano
Além de ser uma ave semidoméstica e fácil de amansar, adaptando-se bem em cativeiro, Eurico Santos, em sua obra Zoologia Brasílica, cita que dela também se extrai uma parte da sua ossada, o "mocó", que é utilizado como talismã de pajelança.